# Klubi Sportiv Vllaznia 2011-2012

## Rosa
| N. |                       | Ruolo | Calciatore           |
| -- | --------------------- | ----- | -------------------- |
| 1  | Montenegro (bandiera) | P     | Enis Djoković        |
| 2  | Albania (bandiera)    | C     | Dritan Smajlaj       |
| 3  | Montenegro (bandiera) | D     | Bracan Popović       |
| 5  | Albania (bandiera)    | C     | Edon Hasani          |
| 7  | Albania (bandiera)    | A     | Bekim Erkoceviq      |
| 8  | Albania (bandiera)    | D     | Amarildo Belisha     |
| 11 | Albania (bandiera)    | C     | Aris Djepaxhia       |
| 14 | Montenegro (bandiera) | A     | Ivan Jablan          |
| 15 | Albania (bandiera)    | D     | Arsen Sykaj          |
| 16 | Albania (bandiera)    | C     | Abaz Karakaçi        |
| 21 | Montenegro (bandiera) | P     | Miroslav Vujadinović |
| 22 | Albania (bandiera)    | C     | Olsi Goçaj           |
| 25 | Montenegro (bandiera) | D     | Gavrilo Petrović     |
|    | Albania (bandiera)    | P     | Ervin Hallunaj       |

| N. |                       | Ruolo | Calciatore       |
| -- | --------------------- | ----- | ---------------- |
|    | Albania (bandiera)    | P     | Fabiol Rexhepi   |
|    | Albania (bandiera)    | D     | Ervis Kraja      |
|    | Albania (bandiera)    | C     | Amir Tafa        |
|    | Albania (bandiera)    | C     | Bekim Dema       |
|    | Albania (bandiera)    | C     | Florind Bardulla |
|    | Albania (bandiera)    | C     | Stiv Shaba       |
|    | Andorra (bandiera)    | C     | Sergi Moreno     |
|    | Montenegro (bandiera) | C     | Nenad Brnović    |
|    | Albania (bandiera)    | C     | Arsen Hajdari    |
|    | Albania (bandiera)    | A     | Sindrit Guri     |
|    | Albania (bandiera)    | A     | Jurgen Gjini     |
|    | Albania (bandiera)    | A     | Paolo Markolaj   |
|    | Croazia (bandiera)    | A     | Gordan Vuk       |